# If I Ever Feel Better
If I Ever Feel Better is een nummer van de Franse indierockband Phoenix uit 2000. Het is de derde single van hun debuutalbum United.

## Achtergrondinformatie
"If I Ever Feel Better" is een track over het einde van een relatie en het mogelijke begin van een andere. Waar de ene deur dichtgaat, gaat er een andere weer open. De liedverteller beschrijft zijn gevoelens, en hoe hij probeert verder te gaan. Het was het eerste nummer dat de bandleden van Phoenix schreven, en bevat een sample uit "Lament" van de Japanse jazzmuzikant Toshiyuki Honda.
Het nummer werd een hit in thuisland Frankrijk en bereikte daar de 12e positie. Ook werd het de eerste internationale hit voor Phoenix; in Wallonië, Italië en Spanje werd de top 10 gehaald. In Nederland kwam de plaat tot de 8e positie in de Tipparade.

## Tracklijst
- Cd-single

1. "If I Ever Feel Better" - 3:59